# Tigridia inusitata
Tigridia inusitata là một loài thực vật có hoa trong họ Diên vĩ. Loài này được (Cruden) Ravenna miêu tả khoa học đầu tiên năm 1977.